# اربعاء نایث ایراثن
اربعاء نایث ایراثن (به عربی: الأربعاء نایث إیراثن) یک شهرداری در الجزایر است که در استان تیزی وزو واقع شده‌است.